# Holmgrenanthe petrophila
Holmgrenanthe petrophila är en grobladsväxtart som först beskrevs av Frederick Vernon Coville och C. Morton, och fick sitt nu gällande namn av W.J. Elisens. Holmgrenanthe petrophila ingår i släktet Holmgrenanthe och familjen grobladsväxter. Inga underarter finns listade i Catalogue of Life.